# Martin Weibull
Martin (Johan Julius) Weibull (24 december 1835 – 17 april 1902) var en svensk-skånsk historiker. Han var far til Curt og Lauritz Weibull. 
I 1862 blev han docent i historie ved Lunds universitet. I 1883 blev han medlem af Det kongelige danske Selskab for Fædrelandets Historie. I 1887 blev han professor i historie og statskundskab i Lund. Samme år fik han Svenska Akademiens Karl Johans pris på grund af sine litterære fortjenester, og i 1889 blev han medlem af Kungliga Vitterhets Historie och Antikvitets Akademien.
Martin Weibull var den første til at anvende Skånelands flag i 1880'erne.